# 歌

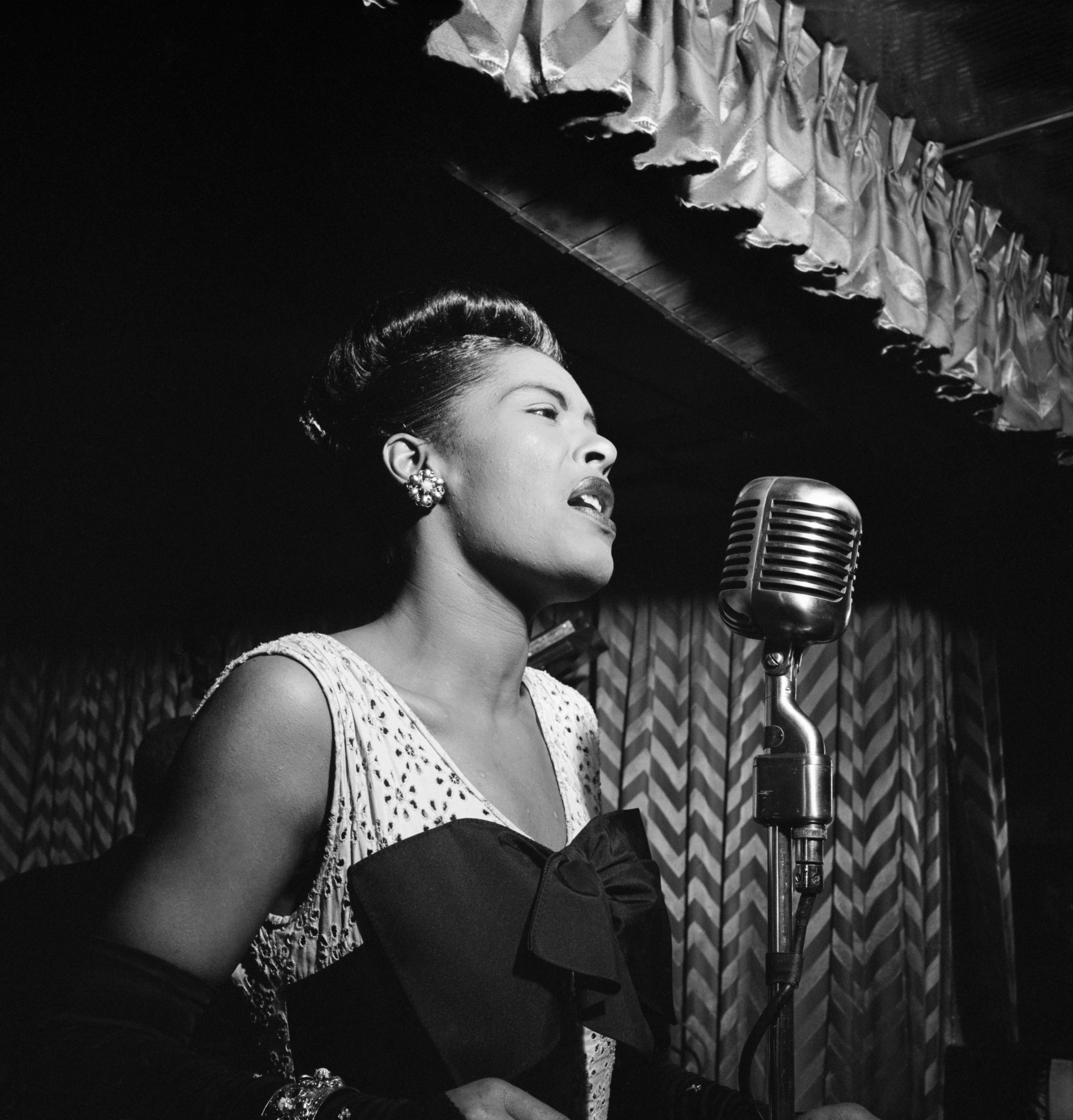
アメリカのジャズシンガー・ソングライター、ビリー・ホリデイ

歌、唄（うた）とは、声によって音楽的な音を生み出す行為のことであり、リズムや節（旋律）をつけて歌詞などを連続発声する音楽、娯楽・芸術のひとつである。歌謡（かよう）、歌唱（かしょう）とも言う。その起源は旧石器時代にまで遡るとする見解もある。
また歌・歌謡は、文学における用語でもあり、詩の一形式または韻律文芸の総称で、和歌などを指す。これについても本項で述べる。

## 概念
「歌う」ことは、感情を表現とすることを最大の目的としており、その点で、事件や事象を聴く人にわかりやすく伝達することを目的とした「語る」こととは大きく異なる。そのことより、場合によってはもとの歌詞が判然としなくなる歌唱もある。これらとは別に、全く意味を持たない声を用いた歌唱も存在する。

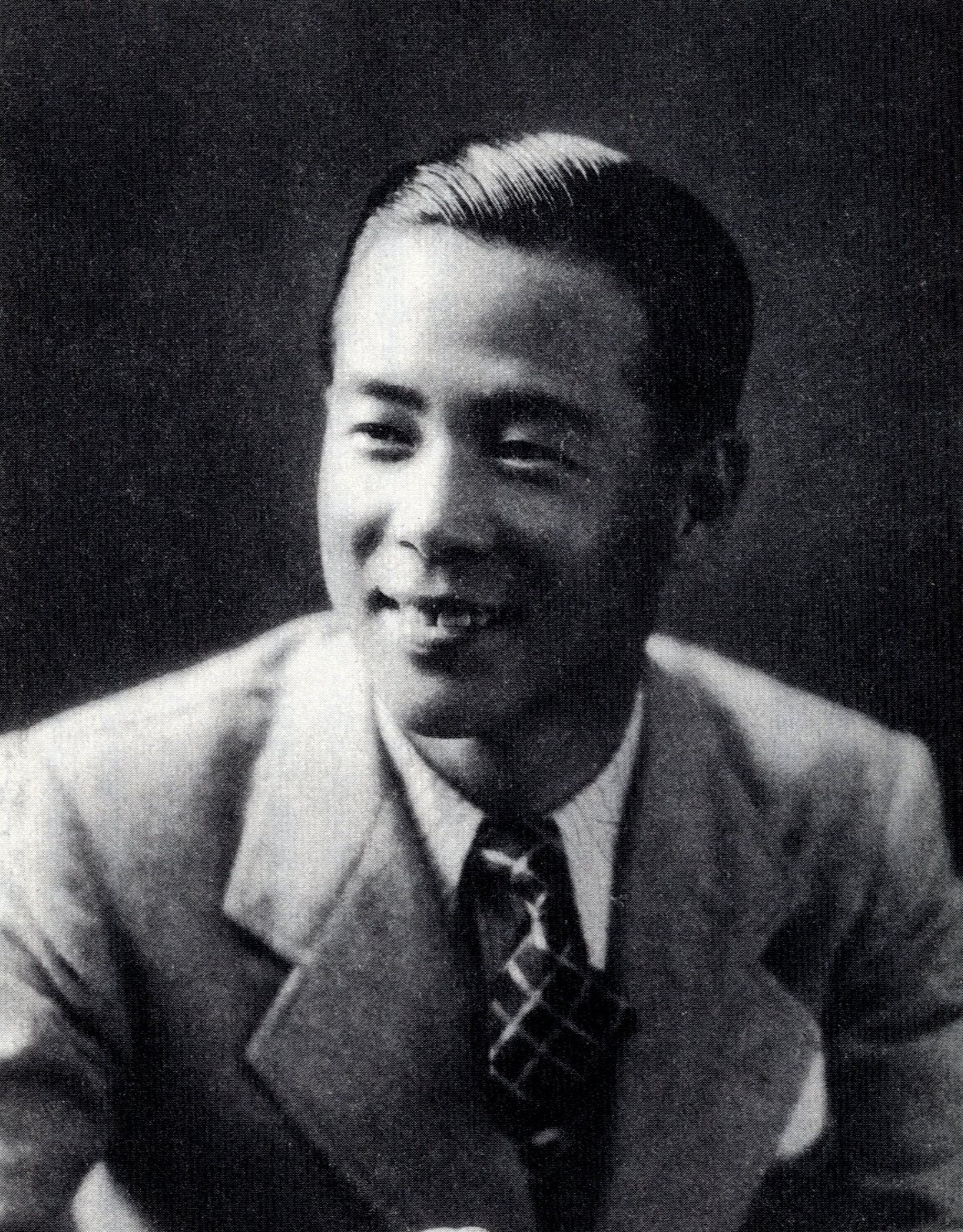
歌声を「楷書の歌」と評された、藤山一郎

歌手
歌を歌う人は、歌い手また歌手と呼ばれ、アカペラもしくは音楽家や演奏家による伴奏を入れた形態で歌う。また、歌唱は合唱などのように、しばしばグループで行われる。カラオケなどで行われる単なる娯楽のための歌唱や、専門家によるレコーディングスタジオでの正式な歌唱など、歌唱の形態は幅広い。高いレベルの歌唱を実現するには、才能のほか、多くの練習や指導が必要とされる。プロの歌手は一般に特定の音楽ジャンルでキャリアを積み、発声の指導を受けてボイストレーニングを行う。
歌詞
歌は「鳥がうたう」などのように、必ずしも歌詞を必要としないこともある。また、ハミング（鼻音唱法）や母音唱法など歌詞をともなわない歌唱方法もないわけではない。
歌うことと語ること
感情表現である歌とは対照的に、同じ発声行為である「語る」ことは、事件や事象を聴く人にわかるように伝達することを目的とし、そこに正確性や説得力が必要である。また「話す」ことは日常の言語表現の行為であるのに対し、「語る」はまとまった事柄や物語を改めて伝える行為であり、さらに、「読む」が文字を媒介とし聞き手の存在を前提にしないのに対し、「語る」は必ずしも文字を前提とせず、逆に聴衆を前提としている。

## 脳との関連
声を発生させるという意味において、話す時と歌唱する時は同じである。にもかかわらず、ヒトが話す時と歌唱する時とでは、脳の使い方が異なっていることが示唆されている。また、ヒトの歌唱は右半球の機能だけで行っているわけでも、左半球の機能だけで行っているわけでもないことが示唆されている

。
例えば、ほとんど話すことのできない重度の発話障害を持った失語症の患者であったとしても、歌唱であれば可能な場合もあることが知られている。実際に、たとえ脳の左半球に大きな損傷があるために失語症となってしまったとしても、歌唱ならば可能であった症例も見られた

。
無論、歌詞は上手く発声できない場合（鼻歌などのみの場合）もあるものの、旋律は正しい症例も見られた

。
ここまで見てくると、ヒトの歌唱は一見、右半球の機能であるかのように思える。しかし、中にはほとんど話すことのできない重度の発話障害を持った失語症の患者であるのにもかかわらず、歌唱を行った時に、歌詞の一部は正しく発声できた症例も見られた

。

## 語源
「うた・歌う」の語源は、折口信夫によれば「うった（訴）ふ」であり、歌うという行為には相手に伝えるべき内容（歌詞）の存在を前提としていることもまた確かである。徳江元正は、「うた」の語源として、言霊（言葉そのものがもつ霊力）によって相手の魂に対し激しく強い揺さぶりを与えるという意味の「打つ」からきたものとする見解を唱えている。

## 歌の種類・ジャンル
日本の伝統的なものとして民謡、童歌（わらべうた）などがある。
特定集団に属するものとしては、国家の歌としての国歌や、都道府県歌、市町村歌など自治体に関するものがある。また、学校の歌として校歌・寮歌、教育用の歌として唱歌、会社・企業の歌として社歌、軍隊の歌として軍歌（自衛隊では隊歌）などがある。スポーツ応援などのための応援歌もある。政治集団に関わるものとしては革命歌、労働歌などがある。
ほか、宗教音楽における宗教歌（賛美歌など）がある。クラシック音楽においては歌曲、オペラ、声楽がある。
イタリアにはカンツォーネ、フランスにはシャンソンがあり、いずれも語源は「うた、歌う」を意味する。ポルトガルにはファドがある。またキューバにはソンがあり、歌曲の一種であるが、語源はスペイン語で音を意味する。アメリカ合衆国にはカントリー・ミュージックがある。

### 歌謡・歌謡曲
歌謡は、広義には和歌などの韻文詩、民謡、小唄などの俗謡、童謡、国民歌謡、戦時歌謡、ムード歌謡、リズム歌謡、テクノ歌謡など、きわめて広範に及んでいる。しかし、昭和以降の日本で誕生した「歌謡」ジャンルのほとんどは歌謡曲または流行歌の範疇に入るため、現代の日常的な場面で「歌謡」といえば、通常は歌謡曲や流行歌、それに類する歌詞のある曲を指す。

### 日本における歌
神道の神楽において神楽歌がある。ほか、古代日本の歌謡には大歌などがある。また倭歌（やまとうた）、のち和歌の成立以前にも祭りや労働歌などもあったとされるが、記録が残っていない。
奈良時代から平安時代初期にかけて民謡を外来楽器で伴奏しながら歌う催馬楽（さいばら）が成立した。のちに雅楽にとりこまれた。また、漢詩をうたった朗詠も同じ頃に成立した。
仏教音楽において節をつけて仏典をうたった声明（しょうみょう）が大原魚山、最澄や空海などによって伝えられ、天台声明や真言声明などがつくられた。
日本中世において語りものと歌いものと呼ばれる様式が誕生した。歌いものは音楽・歌唱的な要素を重視したもので、語りものは物語を重視したもの。琵琶法師による平家物語は平曲とよばれる独自のメロディで「語られた」。平曲は声明の講式の影響を受けている。
能・能楽における声楽部門を謡（うたい）または謡曲（ようきょく）という。
近世には隆達節（りゅうたつぶし）が高三隆達によって作られた。また上方で地歌が成立し、義太夫節、浄瑠璃、長唄などの母体となった。
- 荻江節
- 端唄
- 小唄
- うた沢
- 薩摩琵琶
- 筑前琵琶
- 詩吟
- 琉球民謡

### ポピュラー音楽
ポピュラー音楽には以下のような多様な歌のジャンルがある。
- 歌謡曲
- 浪曲
- 演歌
- フォークソング
- リズム・アンド・ブルース
- ジャズ
- ロック
- ラップ
- ワルツ - ダンス用。

## 文学としての歌謡
「歌謡」は広義には、曲または節（リズム）を伴う詩歌を総称する語または声楽曲の総称であり、必ずしも文字や言語にとらわれるものではないが、声楽曲の歌詞や詞章を文芸とみなしてこれを歌謡文学として把握した場合には、言葉を仲立ちとするものであり、口承性とともに音楽性をも有し、未だ文学とは意識されない、文学以前の領域にまで踏み込むものである。
このような文学ジャンルとしての歌謡は、音楽性をともなう韻文形式の作品のことをいい、韻律文芸の総称である。歌詞をその音楽と分けずに言及する言葉であり、「朗読する詩歌」に対して「歌う詩歌」を指す言葉である。なお民間の歌謡は多くの場合、文字として記録されない口承文学として存在した。
中国において歌謡という言葉は、史記、漢書、阮籍の音楽論などで使われている。しかし、このような文学概念のひとつとしての歌謡という言葉の使い方は、明治以降の日本文学や国文学研究者によるもので、読まれる詩歌に対して、歌われる詩歌を歌謡と呼んだ。今日では、歌詞と音楽は分けられるが、時代によっては、両者が未分化であり、文学研究においては意味を拡大して使うこともある。歌物（うたいもの）、語り物、また古代の記紀歌謡や万葉集のようなかつて歌唱された歌も含める。

### 日本
日本では神楽歌・催馬楽・今様・早歌（宴曲）・小歌などがある。日本の古代歌謡は、『古事記』『日本書紀』『風土記』や『万葉集』に収載されたものから確認することができる。『古事記』『日本書紀』の2書に記載された歌謡はとくに「記紀歌謡」と呼ばれる。数は、数え方にもよるが、だいたい『古事記』が110余首、『日本書紀』に120余首あり、両書に共通するものが50首ある。年代的な期間は、記述のままに従えば、スサノオの「八雲たつ」の歌から、天智天皇の歌ならびに同時代の童謡にいたる。ただし、仁徳天皇以前の歌謡は、年代的にそのまま決定しがたいものが多い。形式的には、歌体のうえからは、長形式のものと短形式のものとに分けることができる。長形式のものは、反歌を含んだ長歌があり、短形式のものは、短歌を主な形式として、六句形式、四句形式、三句形式などがある。句の音数は、短長連続が多く、五七音が次第に優勢になってきている。技巧的には、意識的な修辞は多くなく、生活に即したものをとって比喩的に歌うことによって効果をあげようとしている。対句、枕詞、重ね詞などの技巧も認められる。題材内容的には、生活を反映して、恋愛と戦闘を扱かったものが多く、ついで酒宴、狩猟、農耕などが多い。のちのような自然を観照した歌は少なく、仁徳天皇時代以降、自然観照の歌が生じてくる。表現的には、叙情的、叙事的、叙景的に分けることができ、詠嘆から、しだいに歌材を深く観照して表現するにいたっており、全体として表現は素朴で力強い感情が中心を占める。
和歌、短歌、長歌、連歌、狂歌なども参照。
和歌と古代歌謡に基いて新たに創られた新形式の五行歌も参照。

### 中国
中国最古の詩集である『詩経』はもともと歌謡であり、音楽・舞踊をともなっていたことが知られている。前漢の時、民間歌謡を収集する楽府という役所が作られた。以後、ここで集められた作品、あるいはそれ以後の民間歌謡を「楽府」（がふ）と呼ぶようになった。なお漢詩は歌謡から独立して朗読する文芸となった。歌と詩の分離は、後漢末、建安頃であったと考えられている（建安文学）。
詞
唐中葉頃から「詞」と呼ばれる新しい歌謡文芸が生まれた。詞は宋代に盛行し、宋詞の名がある。詞は後には詩と同様、音楽性から独立して朗読されるようになった。
曲
宋代から「曲」と言われる歌謡文芸が興り、元代になって隆盛した（元曲）。曲は戯曲といわれる劇中で使われるものと歌謡だけの散曲があり、形式的には小令と套数という2つのものがある。

## 歌の神話

### ギリシア神話
愛する妻のエウリュディケーをしのんで冥界に下り、冥界で彼の奏でた音楽はそこの住人すべてを魅了したため妻を引き連れての現世帰還を勝ち取りながらも、誘惑のため、あと一歩で果たせなかったというギリシア神話に登場する楽人オルペウスは、西洋における歌謡楽人の祖と評されることがある。